# 19 Korpus Obrony Powietrznej (ZSRR)
19 Korpus Obrony Powietrznej – wyższy związek taktyczny wojsk obrony przeciwlotniczej Sił Zbrojnych ZSRR i Federacji Rosyjskiej.

## Struktura organizacyjna
W latach 1991–1992
- dowództwo – Czelabińsk
- 28 Brygada Rakietowa Obrony Przeciwlotniczej – Orenburg
- 511 Smoleński pułk rakietowy OP – Engels
- pułk rakietowy OP – Kujbyszew
- pułk rakietowy OP – Saratow
- 44 Brygada Radiotechniczna – Marks
- 31 pułk radiotechniczny – Mirnyj
- batalion radiotechniczny – Bieriezowski